# NGC 5493
NGC 5493 (również PGC 50670 lub UGCA 386) – galaktyka soczewkowata (S0), znajdująca się w gwiazdozbiorze Panny. Odkrył ją William Herschel 22 lutego 1787 roku.
W galaktyce tej zaobserwowano supernową SN 1990M.